# Mary Fergusson
Pour les articles homonymes, voir Fergusson.
Marie (Molly) Isolen Fergusson OBE (28 avril 1914, à Stoke – 30 novembre 1997, à Londres) est une ingénieur civile britannique, la première femme membre de l’Institution of Civil Engineers, élue en 1957.

## Jeunesse et éducation
Molly Fergusson est née à Stoke, Devonport, fille de Mildred Gladys Mercer et de John N. Fraser Fergusson. Elle est élevée à York, où son père fabrique du matériel de radiographie. Elle est head girl (en) au York College, diplômée en génie civil de l’université d’Édimbourg en 1936 et achève sa formation pendant deux ans à Blyth and Blyth à Édimbourg, sans rémunération pour la première année.

## Les travaux de génie Civil
Elle reste au sein de la société et travaille sur des ponts et d'autres projets d'infrastructure en Écosse, devenant un membre corporatif de l'Institution of Civil Engineers en 1939. Fergusson finit par devenir un associé principal de Blyth and Blyth en 1948, faisant d'elle la première femme associée principale dans une entreprise britannique de génie civil. Elle est personnellement responsable d'un certain nombre de travaux d'ingénierie, notamment du célèbre schéma de purification de River Leven en 1952. Le 15 janvier 1957, elle est la première femme à être élue membre à part entière de la société britannique d'ingénierie, l'Institution of Civil Engineers,. En 1967, Fergusson fait partie du comité d'organisation de la deuxième conférence internationale des femmes ingénieurs et scientifiques.

## Dernières années
Elle prend sa retraite de travail à temps plein en 1978 et est nommé OBE en 1979.
Fergusson continue son travail d'ingénierie en tant que consultante, utilisant ses honoraires pour créer et soutenir un fonds destiné à aider les étudiants en génie. Fergusson poursuit ses travaux d'ingénieur en tant que consultante, utilisant ses honoraires pour créer et soutenir un fonds d'aide aux étudiants en ingénierie. Elle est membre active de la Women's Engineering Society et d'autres organismes communautaires. En 1985, elle reçoit un doctorat honorifique en sciences de l'Université Heriot-Watt pour ses travaux visant à encourager les femmes à entreprendre une carrière d'ingénieur.

## Héritage
Un portrait de Fergusson est dévoilé en juin 2015 dans le bâtiment William Arrol de l'Université Heriot-Watt, où une résidence universitaire est nommée en son hommage.